# Затишное (Изюмский район)
Затишное (укр. Затишне; до 2024 года — Першотравневое) — село,
Вишневский сельский совет,
Изюмский район,
Харьковская область.
Код КОАТУУ — 6320282003. Население по переписи 2001 г. составляет 48 (19/29 м/ж) человек.

## Географическое положение
Село Першотравневое находится в 1.5 км от с. Вишневая на склонах балки Дубовый Яр, по дну которой протекает пересыхающий ручей с многочисленными запрудами.

## Происхождение названия
Происходит от слов: укр. перше — первое, укр. травень — май; укр. Першотравневое — Первомайское.
Село названо в честь праздника весны и труда Первомая, отмечаемого в различных странах 1 мая; в СССР он назывался Международным днём солидарности трудящихся.
На территории Украинской ССР имелись 50 населённых пунктов с названием Першотравневое и 27 — с названием Первомайское, из которых до тридцати находились в 1930-х годах в тогдашней Харьковской области,.